# Banaguás
Banaguás ist ein spanischer Ort in den Pyrenäen in der Provinz Huesca der Autonomen Gemeinschaft Aragonien. Banaguás ist ein fünf Kilometer westlich gelegener Ortsteil der Gemeinde Jaca. Das Dorf mit 36 Einwohnern im Jahr 2015 liegt auf 813 Meter Höhe.

## Sehenswürdigkeiten
- Pfarrkirche San Juan Bautista, romanische Kirche aus dem 11. Jahrhundert